# Riževo polje
Riževo polje ali rižišče je poplavljeno polje za gojenje vodnega riža.

"Vse ravnice so obdelane [...] Nikjer ne vidiš ne žive meje ne globeli in malone nobenih dreves, tako se bojijo izgubiti za palec zemlje."

— jezuit du Halde leta 1737 o kitajskih poljih
Natančen prikaz razporeditve riževih polj z namakalnim omrežjem, vodnimi hranilniki in črpalkami z nogalniki ter delom na njih je podan v kitajskem spisu Keng Če Tu iz leta 1210. Rižišče je obdano z nizkim nasipom, ki uravnava dotok kalne, s hranili bogate vode. Voda mora biti v nenehnem gibanju, da gost koreninski preplet riževih sadik dobi dovolj kisika ter da se voda ne zbistri, saj kalnost onemogoča razvoj ličink komarja mrzličarja. Stalen dotok se v hribih lahko zagotovi z bambusnimi cevmi, v Indiji in na Kitajskem najpogosteje z zajemanjem vode iz vodnjakov, na Cejlonu pa z velikimi vodnimi hranilniki. Prek zapornic se voda preliva na druga polja. V monsunski Aziji zadostuje tudi deževnica. Zlasti v Indoneziji so zaradi hribovitega sveta polja oblikovana v terasah. 
Delovna žival so voli ali vodni bivoli.
Stara Kitajska je v sklopu namakalnega sistema izvedla veliki prekop od Modre reke do Pekinga.
Riž v ugodnih razmerah dva dve letini letno, na severu pa je druga letina pšenica, rž ali proso. Mogoče so celo tri letine, če je vmesna poljščina pšenica, ječmen, ajda ali zelejava (repa, korenje, bob, nankinšno zelje). To je mogoče, ker se del riževih semen na gosto zaseje v poseben del polja, gojišče, od koder se po žetvi prvega riža prenesejo že krepke sadike na izpraznjeno polje.